# Kräpplan
Kräpplan är en ö i Finland. Den ligger i Skärgårdshavet och i kommunen Kimitoön i den ekonomiska regionen  Åboland i landskapet Egentliga Finland, i den sydvästra delen av landet. Ön ligger omkring 47 kilometer sydöst om Åbo och omkring 110 kilometer väster om Helsingfors.
Öns area är 2,4 hektar och dess största längd är 250 meter i nord-sydlig riktning.